# Pseudoteleclita flavisticta
Pseudoteleclita flavisticta är en fjärilsart som beskrevs av M.Gaede 1930. Pseudoteleclita flavisticta ingår i släktet Pseudoteleclita och familjen tandspinnare. Inga underarter finns listade.